# Hochhirn
De Hochhirn is een berg in de deelstaat Opper-Oostenrijk, Oostenrijk. De berg heeft een hoogte van 1.821 meter. 
De Hochhirn is onderdeel van het Höllengebergte.